# Bâtiment de la Croix-Rouge à Niš
Le bâtiment de la Croix-Rouge à Niš (en serbe cyrillique : Зграда Црвеног крста у Нишу ; en serbe latin : Zgrada Crvenog krsta u Nišu) se trouve à Niš, dans la municipalité de Medijana et dans le district de Nišava, en Serbie. Il est inscrit sur la liste des monuments culturels protégés de la république de Serbie (identifiant no SK 844),,.

## Présentation
Le bâtiment, situé 39 rue Obrenovićeva (ancienne rue Maršala Tita), a été construit en 1921 dans un style éclectique. 
Il est constitué d'un rez-de-chaussée, occupé par un grand espace commercial, et d'un étage, occupé par la Croix-Rouge. Après la Seconde Guerre mondiale, Sava Kostić, connu à Niš pour son activité dans l'organisation de la Croix-Rouge, a fait don de ce bâtiment à l'organisation la Croix-Rouge de Niš, où il se trouve encore aujourd'hui.
La façade est composée symétriquement autour d'un balcon central en fer forgé au-dessus duquel sont assises les figures en haut-relief d'un petit garçon et d'une petite fille avec un décor floral ainsi qu'un monogramme du bâtiment. Cette façade sur rue est ornée d'une riche décoration plastique.
Le secteur de la rue Obrenovićeva, où se trouve le bâtiment, est inscrit sur la liste des entités spatiales historico-culturelles protégées de la république de Serbie (identifiant no PKIC 31),.

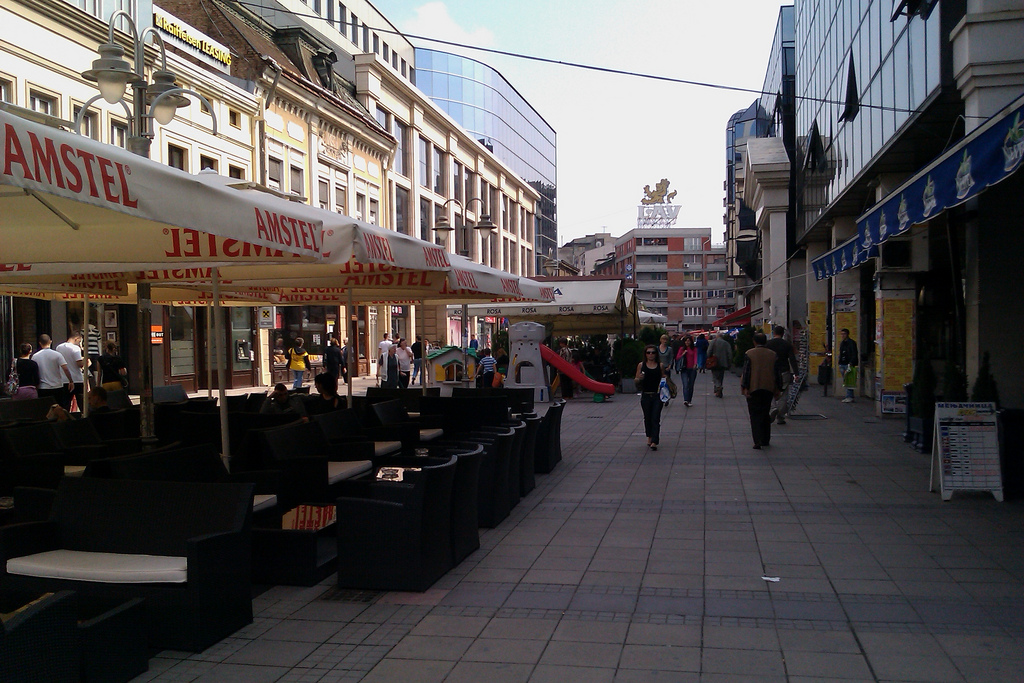
Le bâtiment dans son contexte de la rue Obrenovićeva